# Martín Torrijos
Martín Erasto Torrijos Espino, född 18 juli 1963 i Chitré i Herrera, är en panamansk politiker som var landets president 2004–2009. Torrijos valdes till president 2 maj 2004 och tillträdde posten i september samma år.
Martin Torrijos är son till Omar Torrijos.